# ロナルト・フェネティアーン
ロナルト・ルナルド・フェネティアーン（Ronald Runaldo Venetiaan、1936年6月18日 - ）は、スリナムの数学者、元同国大統領。カトリック教徒である。
1991年から1996年まで大統領を一期務めたが、96年の大統領選挙でユーレス・ヴェイデンボスに敗れた。2000年に国会で51票中37票を集め大統領に復帰し、2005年には再選して同年8月12日に宣誓を行った。彼の姓はオランダ語でヴェネツィア人（ヴェネツィア出身の）という意味である。